# Wiley-Blackwell
Wiley-Blackwell é o negócio internacional de publicações científicas, técnicas, médicas e acadêmicas da John Wiley & Sons. Foi formada pela fusão dos negócios científicos, técnicos e médicos globais de John Wiley com a Blackwell Publishing, depois que Wiley assumiu o controle em 2007.
A Wiley-Blackwell publica em diversas áreas acadêmicas e profissionais, incluindo biologia, medicina, ciências físicas, tecnologia, ciências sociais e ciências humanas. Como editora da sociedade instruída, faz parceria com cerca de 750 sociedades e associações. A empresa publica cerca de 1.500 periódicos revisados por pares e mais de 1.500 novos livros anualmente, impressos e on-line, bem como bancos de dados, principais trabalhos de referência e protocolos de laboratório. As versões online estão na Biblioteca Online Wiley, que substituiu o site anterior, Wiley InterScience, em agosto de 2010.
A Wiley-Blackwell está sediada em Hoboken, Nova Jersey (Estados Unidos) e possui escritórios em Boston e em locais internacionais, incluindo Oxford, Chichester, Berlim, Cingapura, Melbourne, Tóquio e Pequim.

## História da Blackwell Publishing
A Blackwell Publishing foi formada pela fusão de 2001 de duas editoras acadêmicas de Oxford, a Blackwell Science (fundada em 1939 como Blackwell Scientific Publishing) e a Blackwell Publishers (fundada em 1922 como Basil Blackwell & Mott, Blackwell Publishers de 1926), que teve sua origem na livraria da família Blackwell e os negócios editoriais do século XIX. A fusão criou a editora líder da sociedade erudita do mundo. O grupo então adquiriu o BMJ Books do BMJ Publishing Group (editor do British Medical Journal) em 2004. A Blackwell publicou mais de 805 periódicos e 650 textos e livros de referência em 2006, em uma ampla variedade de assuntos acadêmicos, médicos e profissionais.[carece de fontes?]
Em 17 de novembro de 2006, a John Wiley & Sons anunciou que havia "firmado um contrato definitivo para adquirir" a Blackwell Publishing. A aquisição foi concluída em fevereiro de 2007, a um preço de compra de 572 milhões de libras. A Blackwell Publishing foi incorporada aos negócios científicos, técnicos e médicos globais da Wiley para criar a Wiley-Blackwell. A partir de 30 de junho de 2008, os periódicos anteriormente publicados no Blackwell Synergy foram entregues através da Wiley InterScience.